# Paraclesion

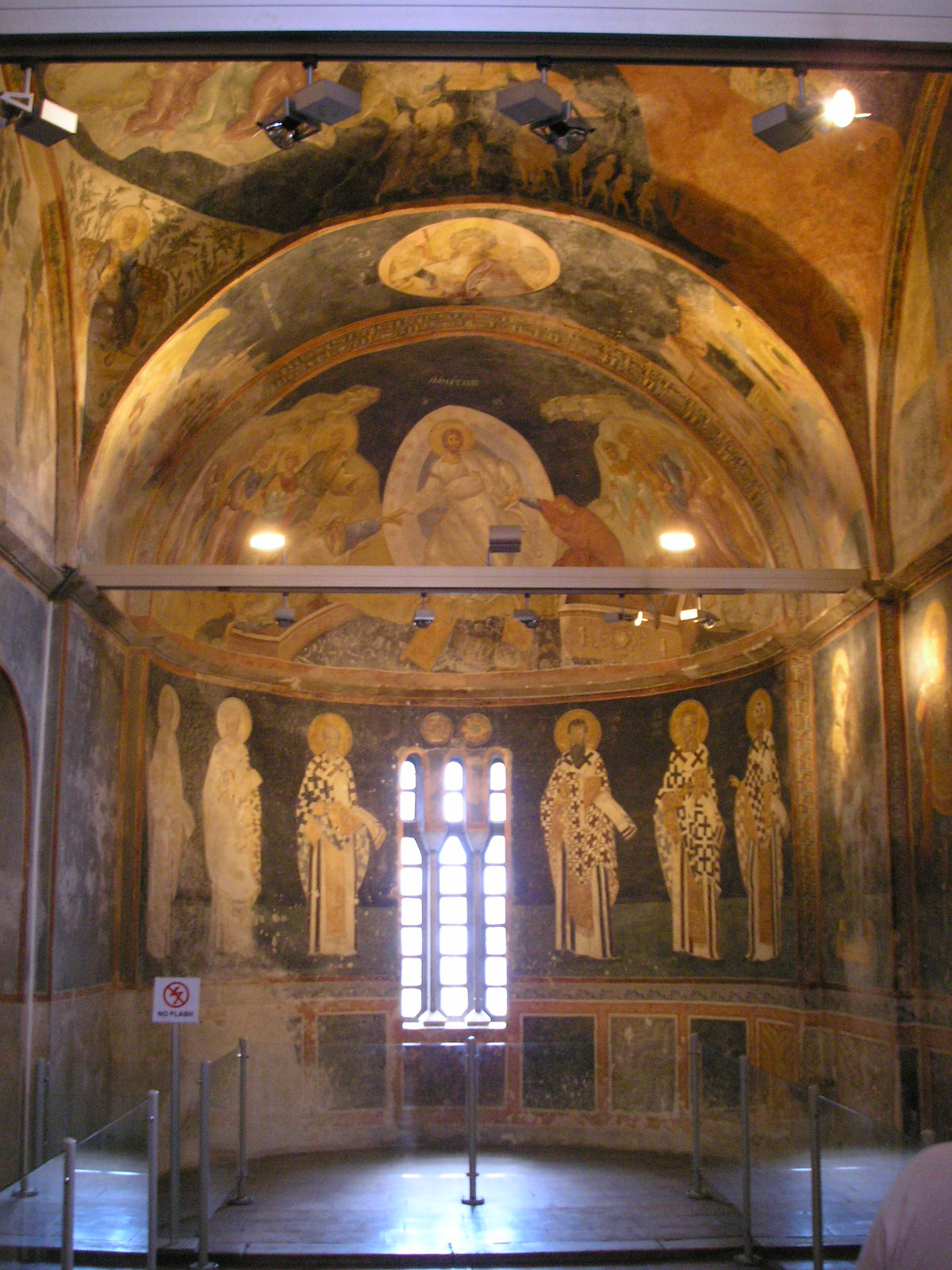
Paraclesion de la iglesia de San Salvador de Cora, Estambul

Se denomina paraclesion a una capilla adyacente a una iglesia de rito bizantino. El término proviene del griego παϱα (para, «junto a») y ἐϰϰλησία (ekklesía, «asamblea, iglesia»), literalmente «junto a la iglesia».
Este elemento fue habitual en el arte bizantino de los siglos ix al xiii, principalmente en Atenas y Constantinopla. Por lo general eran capillas funerarias destinadas a personajes ilustres o familias prominentes. Se situaban de forma anexa a la construcción principal, generalmente al lado de alguna de las pastophorias, las dependencias situadas junto al ábside. Solían tener planta rectangular y en ocasiones podían ser subterráneas.
Uno de los más famosos es el paraclesion de San Salvador de Cora (Estambul), construido en el siglo XIII, con arcosolios en los costados y pinturas al fresco, entre las que destaca una anastasis en la bóveda.